# 許檖
許檖（1508年—1567年），字國華，號西坡，河南開封府蘭陽縣人，民籍，明朝政治人物。

## 生平
嘉靖十年（1531年）辛卯科河南鄉試第二十二名舉人，十一年（1532年）中式壬辰科會試第一百七十七名，二甲第四十八名進士。大理寺觀政，授靖州知州，調濮州知州，升南京戶部員外郎、郎中，降通判，升平陽府同知。

## 家族
曾祖許真，縣主簿；祖父許凱，累封戶部郎中；父許廷佑；母蕭氏。具慶下。妻牛氏。兄許東、許椿（監生），弟許楹、許楩、許梓、許梅、許柟、許栱、許梴、許校。